# Pic Grizzly
Pour les articles homonymes, voir Grizzly.
Le pic Grizzly (en anglais : Grizzly Peak) est un sommet de la Sierra Nevada, aux États-Unis. Il culmine à 1 896 mètres d'altitude dans le comté de Mariposa, en Californie. Il est protégé dans la Yosemite Wilderness, au sein du parc national de Yosemite.